# 二乙酸睾酮
二乙酸睾酮或称为4-雄烯二醇-3β,17β-二乙酸酯（4-Androstenediol 3β,17β-diacetate），分子式C23H34O4，是4-雄烯二醇的3β,17β两个位置羟基的乙酸酯，从未上市。